# James D. Ebert
James David Ebert (* 11. Dezember 1921 in Bentleyville, Pennsylvania; † 22. Mai 2001 nahe Baltimore, Maryland) war ein US-amerikanischer Embryologe, Entwicklungsbiologe und Wissenschaftsfunktionär. Er trug wesentlich zur Entwicklung der Embryologie von der beschreibend-anatomischen Herangehensweise zu dem interdisziplinären Gebiet der Entwicklungsbiologie unter besonderer Berücksichtigung von Genetik, Biochemie und Molekularbiologie bei.

## Leben und Wirken
Ebert erwarb 1942 einen Bachelor am Washington and Jefferson College. Nach seinem Militärdienst auf einem Zerstörer im Pazifik, während dem er mit dem Purple Heart ausgezeichnet wurde, erwarb er 1950 bei Benjamin Willier an der Johns Hopkins University einen Ph.D. in Biologie und experimenteller Embryologie.
Ebert lehrte am Massachusetts Institute of Technology und an der Indiana University. Er gehörte ab 1956 als Professor für Biologie und Embryologie zum Lehrkörper der Johns Hopkins University Medical School und zum wissenschaftlichen Personal Carnegie Institution of Washington (CIW). Er war von 1956 bis 1976 Direktor der Abteilung für Embryologie an der CIW mit Standort Baltimore, von 1970 bis 1978 Präsident des Marine Biological Laboratory in Woods Hole und von 1978 bis 1987 als Nachfolger von Philip Abelson Präsident der CIW. 1978 wurde Ebert an der Johns Hopkins University Ebert emeritiert. Von 1987 bis 1993 war er noch Präsident des Chesapeake Bay Institute der Johns Hopkins University und wieder Professor für Biologie. Von 1981 bis 1993 war er Vizepräsident der National Academy of Sciences.
Laut Datenbank Scopus, die Zitationen überwiegend erst aus der Zeit nach den 1970er Jahren erfasst, hat Davis einen h-Index von 11 (Stand April 2022).
James David Ebert starb gemeinsam mit seiner Ehefrau Alma Goodwin Ebert, mit der er seit 1946 verheiratet war, bei einem Verkehrsunfall. Das Paar hinterließ drei Kinder.

## Auszeichnungen (Auswahl)
- 1963 Fellow der American Association for the Advancement of Science
- 1965 Mitglied der American Academy of Arts and Sciences[2]
- 1967 Mitglied der National Academy of Sciences[3]
- 1974 Mitglied der American Philosophical Society[4]
- Ehrendoktorwürden der Yale University, der Indiana University, des Moravian College und des Washington and Jefferson College